# Cisery
Cisery foi uma comuna francesa na região administrativa de Borgonha-Franco-Condado, no departamento de Yonne. Estendia-se por uma área de 4,56 km². Em 2010 a comuna tinha 53 habitantes (densidade: 11,6 hab./km²).
Em 1 de janeiro de 2019, passou a formar parte da nova comuna de Guillon-Terre-Plaine.